# 天宫寺乡
天宫寺乡是中国河北省保定市定兴县下辖的一个乡。

## 行政区划
天宫寺乡下辖天宫寺村、孙各庄村、南马坊村、北马坊村、谷家村、界河铺村、西黄河村、老君屯村、天边村、阎家营村、顺河营村、李八营村、张祖庄村、辛保庄村、太平庄村、高家庄村、胡家庄村、陶洼村、铺头村、西王各庄村、南王各庄村、北王各庄村、南斗门村、中斗门村、北斗门村。